# Contea di Xiangshan
La contea di Xiangshan (象山县S) è un distretto della Cina, situato nella provincia dello Zhejiang.